# Leucopholis peguana
Leucopholis peguana är en skalbaggsart som beskrevs av Moser 1918. Leucopholis peguana ingår i släktet Leucopholis och familjen Melolonthidae. Inga underarter finns listade i Catalogue of Life.